# حمزة خفيف
حمزة خفيف، ويعرف كذلك باسمه الفني تَش36، هو ممثل وشاعر وموسيقي وفنان تشكيلي مغربي من الحي المحمدي في الدار البيضاء المغربية.

## اسم
تَش36 هو اسم فني يستعمله حمزة الخفيف لأعماله التشكيلية. يشير الجزء «تَش» إلى تشلحيت أي لغة الشلوح الأمازيغ.

## مهنة

### موسيقى
كان في الماضي يؤدي مع فرقة كباريه الشيخات وهي فرقة موسيقية تعزف الأغاني الشعبية المغربية والعربية.

### فيلم
أدى دور عُمر، وهو من الشخصيات الرئيسيين، في فيلم صوفيا من 2018 لمريم بنمبارك، والذي حظي بجائزة في مهرجان كان السينمائي.

### فن تشكيلي
عرض أعماله مع فيلم لمنال المهدواني عن الوشم الأمازيغي في معرض اسمه إمازيغن في باشيبوزوك في الدار البيضاء. تناولت أعمال تَش36 الرموز في الفن الأمازيغي وعلاقتها بالتاريخ المغربي، تجديدا لها.